# 民主力量 (加拿大)
民主力量（法语：Forces et Démocratie，法语发音： '['fɔʁs e demɔkʁasi']'，英语：Strength in Democracy）, 是一个由两名来自魁北克省的国会议员于2014年成立的加拿大联邦政党。这个政党的领袖是国会议员让-弗朗索瓦·福尔廷，来自哥特-加斯普谢-拉米蒂斯-马塔内-马塔佩迪阿（Haute-Gaspésie—La Mitis—Matane—Matapédia）选区。2016年9月9日，因不再维持有效组织被加拿大联邦选举管理局取消注册。

## 历史
该党于2014年10月21日由福尔廷和另一名国会议员让-弗朗索瓦·拉罗斯共同创立。这两位国会议员认为在魁北克省运作的其他四个党派更重视他们的政治力量而非选民的利益。拉罗斯在同日退出了加拿大新民主党。福尔廷因为对魁北克人党新首领马里奥·博利厄的不满，在2014年8月退出了魁北克人党。

### 2015年聯邦大選
该党在2015年6月26日宣布它们也在魁北克省外参加加拿大联邦大选，并宣布了该党在安大略省彼得伯勒-卡沃萨选区的候选人。
該黨在2015年聯邦大選中沒有獲得任何席位。